# Bronquite aguda
Bronquite aguda é uma inflamação de curta duração dos brônquios, as vias aéreas de grande e médio calibre dos pulmões. O sintoma mais comum é a tosse. Entre outros sintomas estão a tosse com escarro, respiração sibilante, febre e desconforto no peito. A infeção pode durar de alguns a dez dias. No entanto, os sintomas geralmente duram cerca de três semanas e a tosse pode persistir durante várias semanas. Algumas pessoas manifestam sintomas até seis semanas.
Em mais de 90% dos casos, a causa é uma infeção viral. Estes vírus podem ser transmitidos por via aérea, ao tossir, ou por contacto direto com o vírus. Entre os fatores de risco estão a exposição ao fumo do tabaco, poeiras e outros tipos de poluição do ar. Uma minoria de casos é causada por elevada quantidade de poluição do ar ou bactérias como a Mycoplasma pneumoniae ou a Bordetella pertussis. O diagnóstico geralmente baseia-se nos sinais e sintomas da pessoa. A cor do escarro não indica se a infeção é viral ou bacteriana. Geralmente não é necessário distinguir se o organismo é de origem viral ou bacteriana. Entre outras doenças que produzem sintomas idênticos estão a asma, pneumonia, bronquiolite, bronquiectasia e doença pulmonar obstrutiva crónica As radiografias permitem distinguir casos de pneumonia.
A prevenção é feita não fumando e evitando a exposição a outro tipo de irritantes pulmonares. Lavar frequentemente as mãos também oferece alguma proteção. O tratamento consiste geralmente em repouso, paracetamol e anti-inflamatórios não esteroides para aliviar a febre. Há poucas evidências que apoiem o uso de antitússicos, não estando recomendados para crianças com menos de seis anos de idade. O salbutamol não é eficaz nas crianças com tosse aguda que não apresentem restrição das vias aéreas. Há algumas evidências da utilidade do salbutamol em adultos com respiração sibilante causada por diminuição do calibre das vias aéreas, embora possa também causar nervosismo ou tremores. Geralmente não devem ser usados antibióticos. No entanto, excetuam-se os casos de bronquite aguda causada por pertússis. Algumas evidências apoiam o uso de mel e Pelargonium para alívio dos sintomas.
A bronquite aguda é uma das doenças mais comuns. Todos os anos, cerca de 5% dos adultos e 6% das crianças apresentam pelo menos um episódio da doença. A doença é mais comum durante o inverno. Nos Estados Unidos, em cada ano mais de 10 milhões de pessoas consultam um médico devido a esta condição, das quais a cerca de 70% são receitados indevidamente antibióticos desnecessários. Estão a ser desenvolvidos esforços no sentido de diminuir o recurso a antibióticos nos casos de bronquite.